# ジャン・マクーン
ジャン・ドゥ・マクーン（Jean II Makoun、1983年5月29日 - ）は、カメルーン・ヤウンデ出身の同国代表のサッカー選手。ポジションはミッドフィールダー。

## 経歴

### クラブ

#### 初期
母国カメルーンのコトンスポール・ガルア, ジュネス・スター, トネール・ヤウンデの下部組織を渡り歩き、1999年にギニアのコナクリで開催されたアフリカ U-17選手権に参加した際に注目を集め、元カメルーン代表のジョセフ＝アントワーヌ・ベルのフランスでその力を試してみるべきとの提案を受けたことでヨーロッパへ渡り、フランス1部のリールと契約した。リールでは2002年11月2日のSCバスティア戦でデビュー以降6シーズンに渡り攻守の要を担い、レギュラーとしてリーグ戦で150試合以上に出場し、特にクロード・ピュエル監督率いたUEFAチャンピオンズリーグ 2006-07では、グループリーグで強豪ACミランを破る等し、クラブ史上初の決勝トーナメント進出に貢献するパフォーマンスからASモナコ, オリンピック・マルセイユ, オリンピック・リヨンと国内の強豪のみならず、イングランドのアーセナルFC, トッテナム・ホットスパーFCやイタリアのユヴェントスFCといった国外のクラブも関心を寄せた。

#### リヨン
2008年6月16日、移籍金1400万ユーロ＋インセンティブ100万ユーロの4年契約でリーグ戦7連覇の王者オリンピック・リヨンに加入。背番号は、同郷のマルク・ヴィヴィアン・フォエがFIFAコンフェデレーションズカップ2003において逝去してから欠番となっていた"17"を背負うことになった。開幕戦のトゥールーズFC戦で初得点を挙げると、OGCニース戦で2得点, 次のル・アーブルAC戦で2アシストを決め、一方UEFAチャンピオンズリーグ 2008-09ではグループステージのACFフィオレンティーナ戦（2-1）, ベスト16第2戦のFCバルセロナ戦（2-5）など8試合2得点を挙るなど1シーズン目は、マクーンと共にリールから移籍したピュエル監督の下でジュニーニョ・ペルナンブカーノ, ジェレミー・トゥラランと3センターを形成し活躍した。

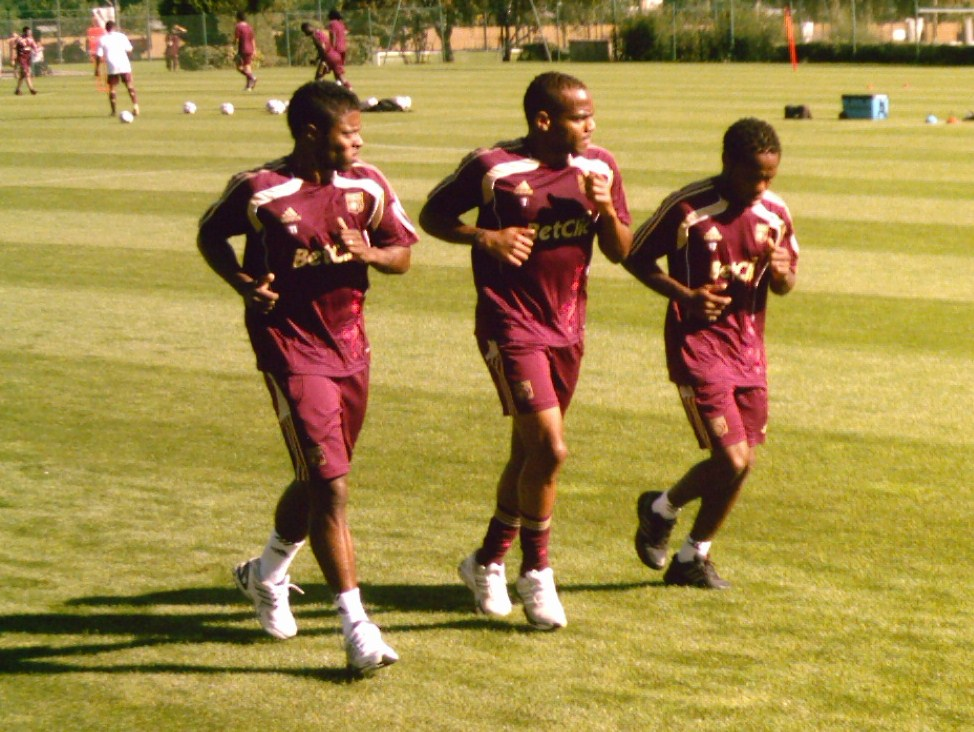
リヨンのトレーニングでミシェウ・バストス, ジミー・ブリアンと共にジョギングするマクーン (一番右)

2シーズン目も定期的にプレーし、2009年11月8日に行われたマルセイユとのショック・ドゥ・オランピック（5-5）でリサンドロ・ロペスの得点をアシストした。2月7日のトゥールーズ戦（0-0）で累積警告により退場するミスを犯したが、2010年2月16日にスタッド・ジェルランで行われたUEFAチャンピオンズリーグ 2009-10ベスト16のレアル・マドリード戦で47分に25ヤードもの長距離から相手GKイケル・カシージャスの頭上を越すループシュートを放ち、ゴール上隅に決めた。これが決勝点となり第1戦を1-0で勝利すると、第2戦を1-1の引き分けに持ち込みベスト8に進出した。このシーズンのリヨンは、チームの象徴ともいえるジュニーニョとエースのカリム・ベンゼマが抜けたことで不振に陥り、サポーター達の槍玉に上がる厳しい状態だったが、この活躍でその声を一蹴した。しかし、昨シーズンに続き、このシーズンも無冠に終わったことでサポーターの不満が再燃したことで移籍を望んだ。
最終的に残留を決意し3シーズン目を迎えるも、太腿を負傷したことでレギュラーの座を明け渡し、また、ピュエル監督と共に移籍したことで優遇されていると昨シーズンから続いてきたサポーターとの関係は悪化するなど今まで以上に困難なものとなり、再び移籍する可能性があることを表明した。

#### アストン・ヴィラ
2011年1月13日にプレミアリーグのアストン・ヴィラFCと移籍について交渉するためにイングランドへ旅立ち、それから2日後の1月15日に移籍金600万ポンド（約7億9000万円）・3年半の契約でジェラール・ウリエ監督率いる同クラブに加入することが発表され、1月21日に国際移籍証明書と労働許可証が発行された。また、背番号はムスタファ・サリフが着用していた17を引き継ぐことになった。ウリエ監督は、この契約はチームにとって貴重な補強になるだろうと語った。
1月25日のアウェー・DWスタジアムのウィガン・アスレティックFC戦（2-1）でデビューし、2月25日のブラックプールFC戦でDJ・キャンベルにダックルを仕掛て退場処分となった。試合後に3試合の出場停止が言い渡されると、その長さにショックを受けたと語った。3月19日のウルヴァーハンプトン・ワンダラーズFC戦（0-0）で復帰した。
シーズン終了後にウリエ監督が体調不良を理由に退任し、アレックス・マクリーシュ監督が就任すると構想外となり、新シーズンでは、開幕戦の出番はなく、8月23日に行われたフットボールリーグカップのヘレフォード・ユナイテッドFC戦（2-0）だけと苦しいものとなった。

#### オリンピアコス (ローン)

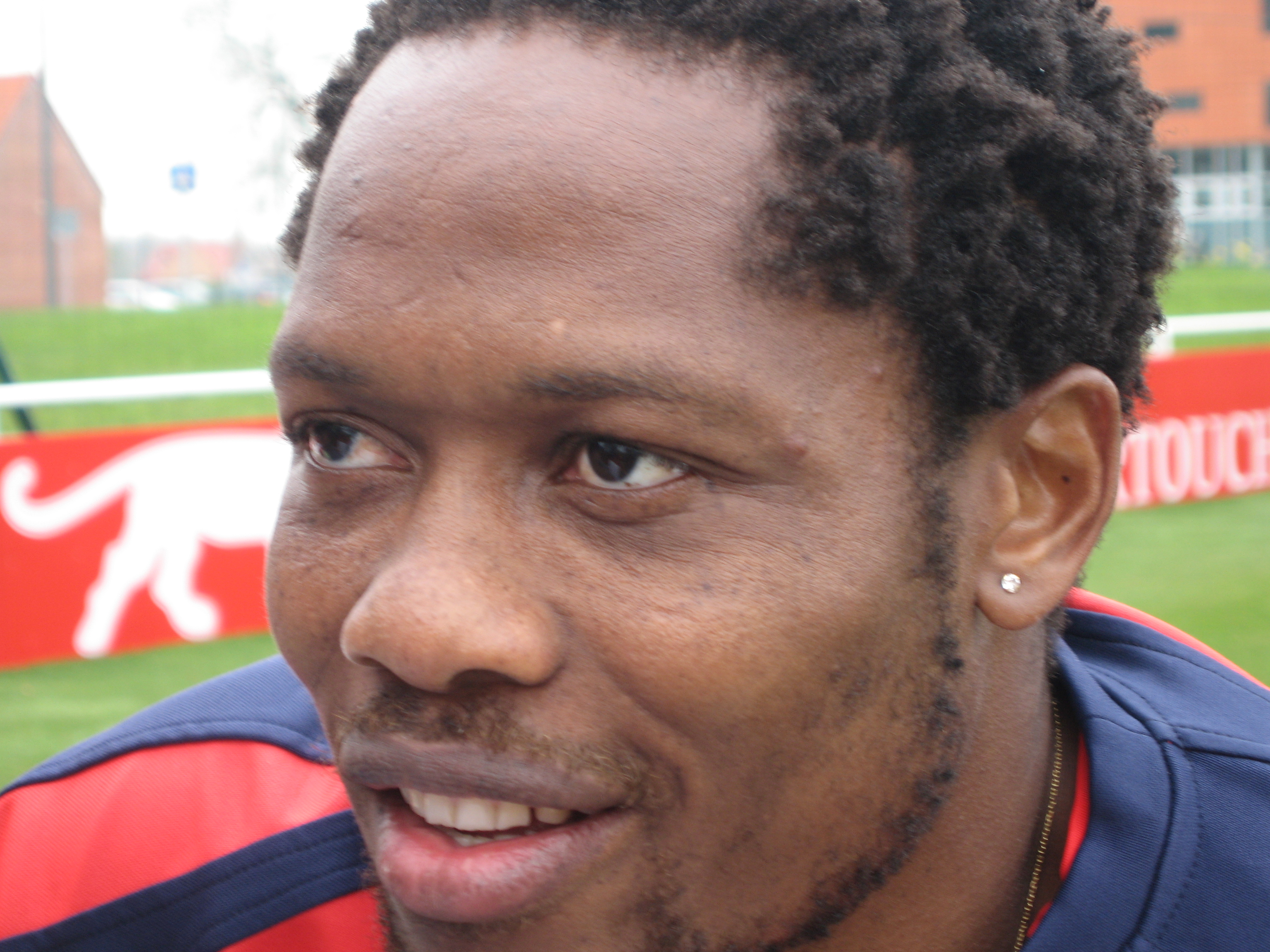
リールでのマクーン

2011年8月30日、レンタル金額150万ドル, 400万ドルの買取りオプション付きでギリシャの強豪オリンピアコスFCにシーズン終了までの期限で貸し出された。9月13日のUEFAチャンピオンズリーグ 2011-12・マルセイユ戦（0-1）で67分にダビド・フステルと交代で移籍後初出場し、それから5日後のシュコダ・クサンティFC戦（2-1）で69分から途中出場の形でリーグデビューをした。アウェーのアリス・テッサロニキFC戦（3-2）で初得点を挙げ、それから2ヶ月後のホーム・パニオニオスGSS戦（2-0）で2得点目を決めた。オリンピアコスでは、19試合2得点と主力の1人としてリーグ優勝に貢献し、シーズン終了後にアストン・ヴィラへ復帰した。

#### レンヌ (ローン)
アストン・ヴィラへ復帰するも、ポール・ランバート監督は今シーズンの構想に入ってないと語ったことで、2012年8月15日にスタッド・レンヌへ貸し出されることが発表された。9月16日のFCロリアン戦（1-2）で90分フル出場でデビューし、10月20日の前年王者モンペリエHSC戦（2-1）で初得点を挙げた。移籍すぐさまレギュラーを掴み、5試合1得点と活躍するマクーンにフレデリック・アントネッティ監督は"彼のような経験豊富な選手は、若い選手が集まるチームにとって大きな助けになる"とパフォーマスを称賛した。

#### アンタルヤスポル
2015年、アンタルヤスポルに移籍した。

### 代表
2003年11月19日の日本戦でカメルーン代表デビュー。アフリカネイションズカップに2004年, 2006年, 2008年と3度に出場。2010 FIFAワールドカップで全試合でプレーしたが、グループリーグ最下位で敗退した。

## 代表歴

### 出場大会
- カメルーン代表
  - 2010 FIFAワールドカップ
  - 2014 FIFAワールドカップ

### 試合数
- 国際Aマッチ 69試合 5得点（2003年-2014年）[22]

| カメルーン代表 | 国際Aマッチ | 国際Aマッチ |
| 年             | 出場        | 得点        |
| -------------- | ----------- | ----------- |
| 2003           | 1           | 0           |
| 2004           | 7           | 0           |
| 2005           | 5           | 0           |
| 2006           | 7           | 0           |
| 2007           | 4           | 0           |
| 2008           | 10          | 1           |
| 2009           | 8           | 2           |
| 2010           | 15          | 0           |
| 2011           | 2           | 0           |
| 2012           | 2           | 0           |
| 2013           | 6           | 2           |
| 2014           | 2           | 0           |
| 通算           | 69          | 5           |